# Michelle Obama
Michelle LaVaughn Robinson, coniugata Obama (Chicago, 17 gennaio 1964), è un'avvocata, scrittrice ed ex first lady statunitense, moglie di Barack Obama, 44º Presidente degli Stati Uniti d'America, nonché prima donna afroamericana a ricoprire il ruolo di First lady.

## Biografia
Michelle LaVaughn Robinson nasce a Chicago (Illinois) il 17 gennaio 1964 dall’unione tra Fraser Robinson (1935-1991), impiegato comunale ed iscritto al Partito Democratico, e Marian Shields Robinson (1937-2024), segretaria presso lo Spiegel Catalog Store. La famiglia è inoltre formata dal fratello Craig Robinson, allenatore di pallacanestro della Oregon State University.
Diplomandosi nel 1981, lascia Chicago per intraprendere gli studi che la porteranno a laurearsi presso la Princeton University e la prestigiosa Harvard Law School. Tornata a Chicago, lavora come avvocato associato nella società di rappresentanze legali Sidley Austin. In seguito viene nominata membro dello staff del primo cittadino della sua città natale, Richard M. Daley, partecipando al tempo stesso nello staff del Medical Center dell'Università di Chicago.
Il suo incontro con Barack Obama avviene quando lui venne assunto come stagista presso la società Sidley Austin, dove Michelle era avvocato associato. La loro relazione iniziò con un pranzo di lavoro e poi con un incontro per l'organizzazione di comunità in cui lui per la prima volta fece colpo su di lei. Il primo appuntamento della coppia fu per vedere il film di Spike Lee Fa' la cosa giusta (Do the Right Thing). Si sono sposati nell'ottobre 1992, ed hanno avuto due figlie, Malia Ann (nata il 4 luglio 1998) e Natasha, soprannominata Sasha, (nata il 10 giugno 2001). Dopo l'elezione di Barack al Senato degli Stati Uniti, la famiglia Obama ha scelto di non trasferirsi a Washington, sede degli uffici del marito, bensì di continuare a vivere nel South Side di Chicago, per restare fedeli alle proprie origini.
Durante la campagna elettorale per l'elezione di Barack Obama a Presidente degli Stati Uniti d'America si era impegnata a fare campagna elettorale solo per due giorni alla settimana, a stare fuori la notte solo una volta alla settimana, e a essere a casa dalle sue due figlie entro la fine del secondo giorno.

## Carriera

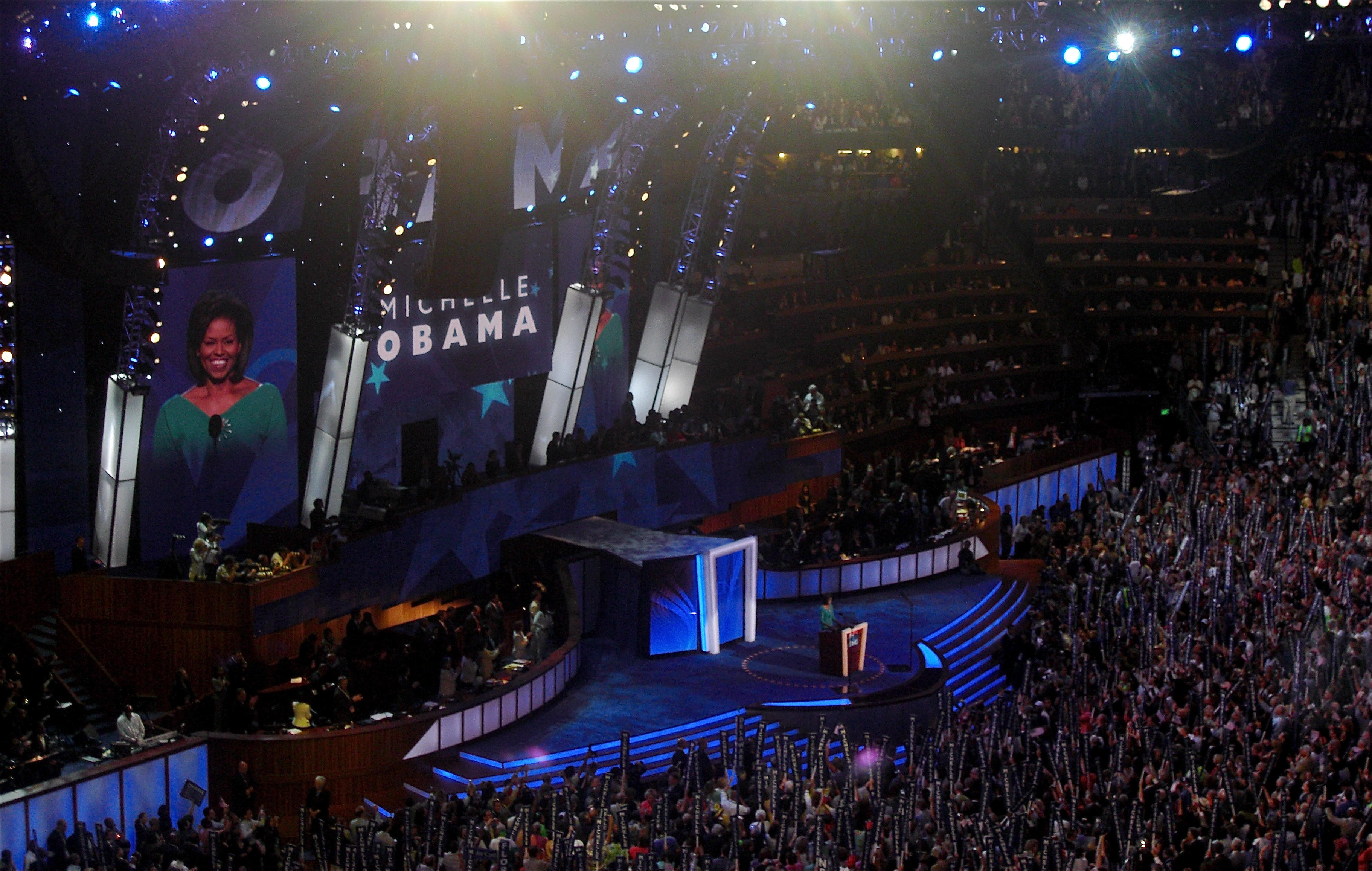
Michelle Obama alla Convention Democratica di Denver

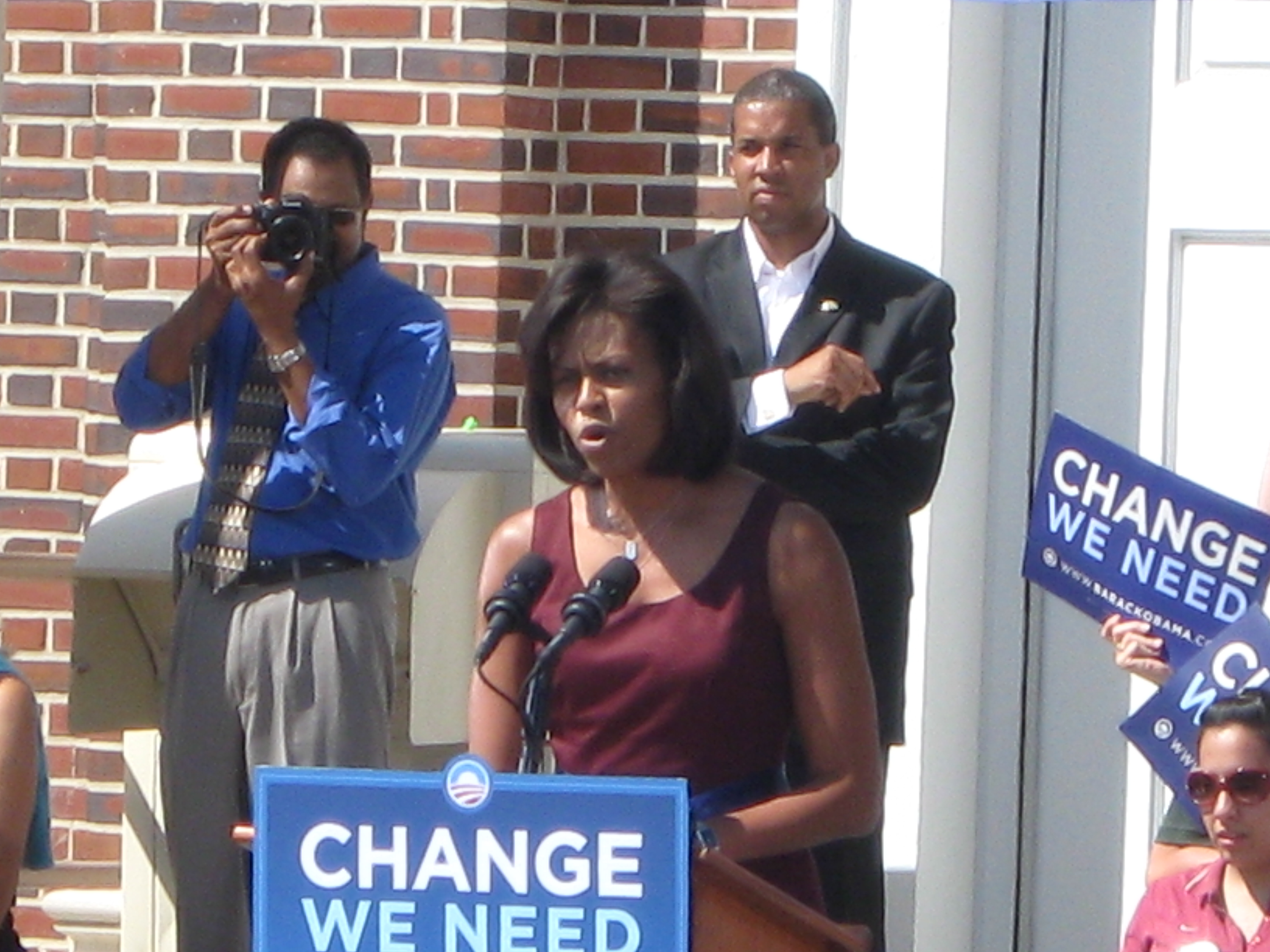
Michelle Obama a Tallahassee, Florida

Mentre stava ancora frequentando la scuola di legge, viene nominata consigliere associato presso l'ufficio di Chicago del gruppo di legali, lavoro nel quale lei per la prima volta incontrò suo marito. Si occupò di questioni relative al marketing e alla proprietà intellettuale. In seguito ricoprì posizioni pubbliche nell'amministrazione comunale di Chicago come assistente del sindaco, e come assistente e commissario per lo sviluppo e la formazione.
Nel 1993 divenne direttore esecutivo presso l'ufficio di Chicago di Public Allies, una organizzazione non-profit che incoraggiava i giovani a lavorare in gruppi non-profit e in agenzie governative che si occupavano di questioni sociali. Lavorò in questo ruolo per circa quattro anni e creò un gruppo per la raccolta fondi, tuttora operante nonostante i dodici anni d'assenza della sua fondatrice. Nel 1996 operò come Associate Dean of Student Services alla University of Chicago, per la quale contribuì a sviluppare il Centro Servizi Comunitari. Nel 2002 iniziò a lavorare per la University of Chicago Hospitals, dapprima come executive director per gli affari comunitari e, a cominciare da maggio 2005, come Vice Presidente della Community and External Affairs.
Con l'ascesa di suo marito a politico di rilevanza nazionale, entra ufficialmente a far parte della cultura popolare. Nel maggio 2006, la rivista Essence la colloca tra le "25 donne più ispiratrici del mondo". Nel settembre 2007, la rivista 02138 la pone al 58º posto nella "The Harvard 100," una lista dei più influenti ex allievi di Harvard; suo marito risulta al quarto posto nella medesima classifica. Nel luglio del 2008 comparve sulla copertina di Vanity Fair (edizione internazionale) nella lista delle persone meglio vestite al mondo; il suo nome appare anche nella lista della rivista People delle persone meglio vestite del 2008 ed è stata segnalata per il suo look "classico e sicuro". Gli attributi di eleganza di Michelle vengono indicati come vanto per il ruolo di First Lady da diversi giornali e riviste mondiali del settore.

## Elezioni presidenziali del 2008

### La campagna per l'elezione di Barack Obama

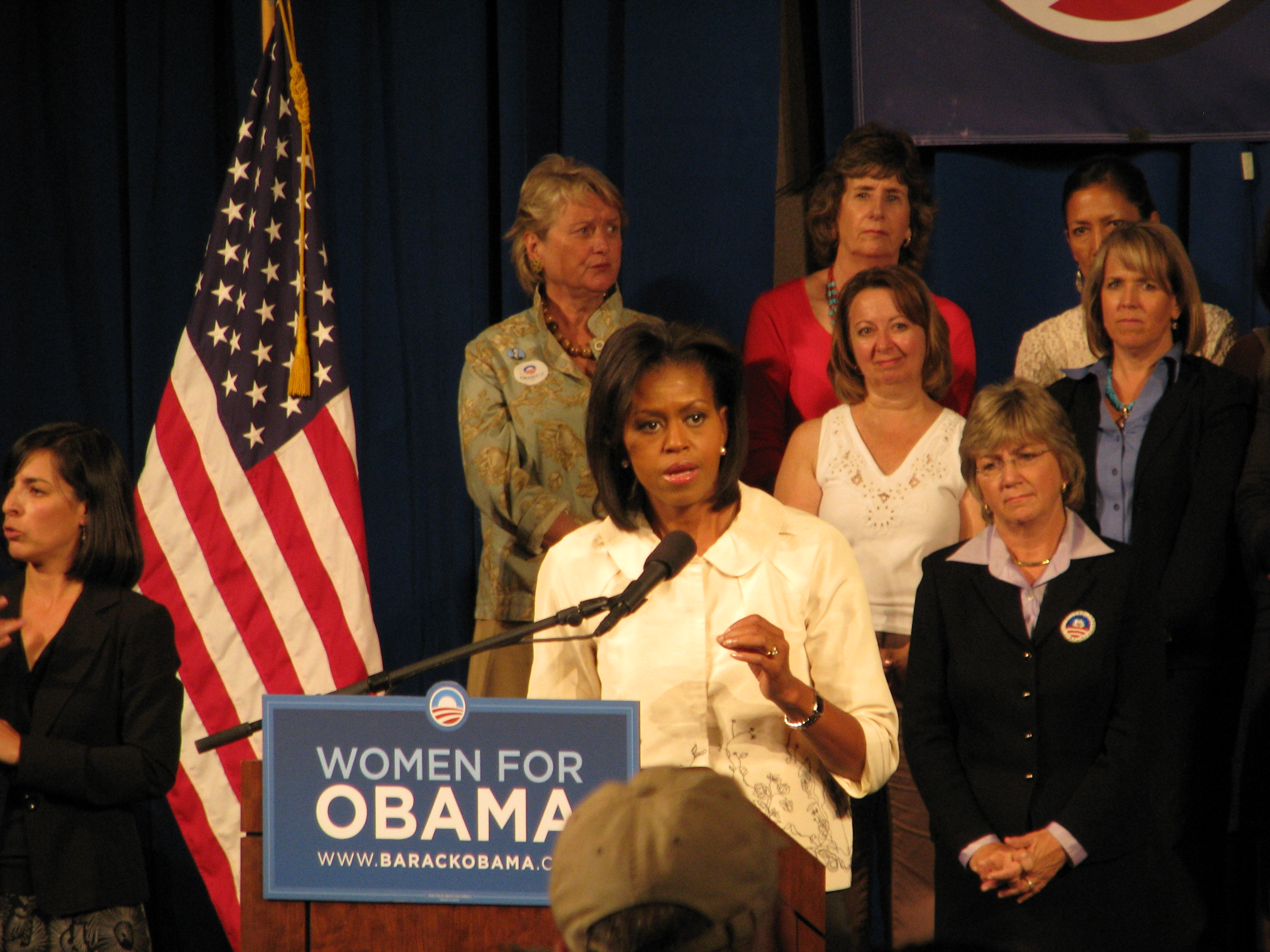
Michelle Obama all'Università del Nuovo Messico

Sebbene Michelle abbia fatto campagna per aiutare suo marito fin dall'inizio della sua attività politica stringendo le mani a molte persone e facendo delle raccolte di fondi, non ha mai considerato questa attività come preponderante nella sua vita. Mentre faceva la campagna per l'elezione del marito presso la Camera dei Rappresentanti degli Stati Uniti i dirigenti dell'Università di Chicago le avevano chiesto se c'era una cosa in particolare che le piaceva nel fare campagna elettorale. Dopo averci pensato sopra un poco, rispose che visitare così tanti salotti le aveva fornito nuove idee sull'arredamento degli interni.
Nel maggio del 2007, tre mesi dopo che il marito presentò la sua candidatura alla presidenza degli Stati Uniti, ella ridusse drasticamente le proprie responsabilità professionali per sostenere Barack durante la campagna presidenziale..

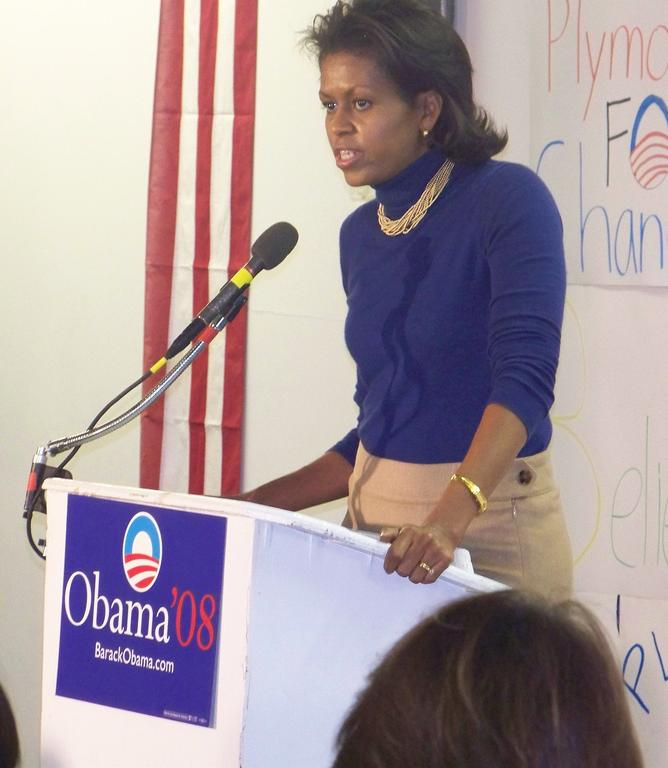
Michelle Obama parla ad un evento della campagna elettorale a Plymouth, New Hampshire

Nel 2007, Michelle ha fatto comizi elettorali per la campagna presidenziale del marito in varie località degli Stati Uniti. Jennifer Hunter del Chicago Sun-Times scrisse di uno dei suoi discorsi in Iowa: "Michelle era una palla di cannone, esprimeva una passione determinata per la campagna del consorte, parlando dritto al cuore con eloquenza ed intelligenza". Impiegò uno staff tutto femminile di assistenti per il suo ruolo politico. Confidò che aveva fatto un accordo per cui suo marito avrebbe smesso di fumare in cambio del suo supporto per la campagna elettorale. Sul suo ruolo nella campagna elettorale del marito lei ha detto: "Non sono un consigliere particolare".

### Critiche per la frase "For the first time in my life"

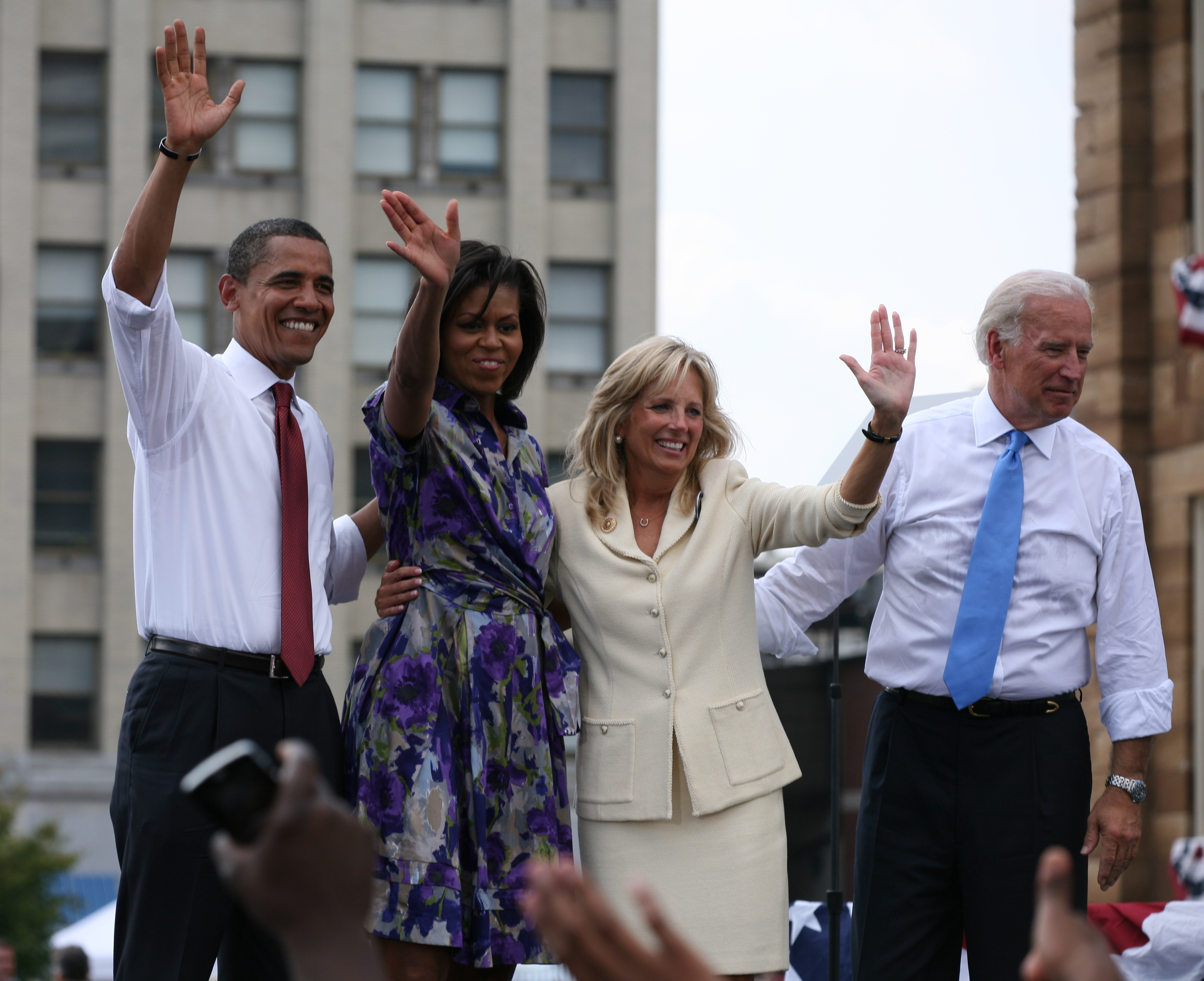
I coniugi Obama con Joe Biden e la moglie Jill Biden a Springfield, Illinois

Il 18 febbraio 2008, Michelle affermò a Milwaukee, Wisconsin: "For the first time in my adult life, I am proud of my country because it feels like hope is finally making a comeback" ("Per la prima volta nella mia vita adulta, io sono fiera del mio paese perché sento che la speranza sta finalmente ritornando"). Più tardi quella sera stessa lei ripeté il discorso a Madison (Wisconsin), dicendo "For the first time in my adult lifetime, I'm really proud of my country, and not just because Barack has done well, but because I think people are hungry for change" ("Per la prima volta nella mia vita adulta, io sono veramente fiera del mio paese, e non perché Barack abbia lavorato bene, ma perché penso che la gente sia affamata di cambiamento"). Diversi commentatori criticarono i suoi discorsi, sostenendo che "chiunque avesse ascoltato le sue parole ... avrebbe capito che si riferiva alla nostra politica". Nel giugno del 2008, Laura Bush affermò che le parole di Michelle Obama fossero state travisate dai media "Io penso che lei probabilmente intendesse dire che "era più fiera", e che ogni cosa che si dice in campagna elettorale, viene vagliata dai media e in molti casi liberamente interpretata".

Durante la campagna elettorale, i media hanno etichettato Michelle come una "donna nera arrabbiata," ed alcuni siti web hanno cercato di propagandare questa percezione, costringendola a rispondere: 
"Barack e io siamo stati di pubblico dominio per molti anni e ci siamo fatti la pelle dura durante il percorso. Quando si è fuori a fare campagna, ci saranno sempre delle critiche. Io prendo tutto così come viene e alla fine della giornata so che arriverò alla fine".
 Ai tempi della Convention democratica del 2008 in agosto, i media osservarono che la presenza di Michelle era cresciuta lentamente, focalizzandosi sulle preoccupazioni della gente piuttosto che gettarsi nelle sfide, e preferendo rilasciare interviste a shows come The View e pubblicazioni come Ladies' Home Journal piuttosto che apparire in programmi di news. Il cambiamento si applicò anche al suo abbigliamento, privilegiando sempre di più vestiti 'normali' al posto dei suoi iniziali completi firmati. Il cambio del look fu deciso per alleggerire la percezione che si aveva di lei, e a questo fu dato ampio rilievo nella stampa.

### Discorso al convegno dei democratici nel 2008
Michelle fu vista come un'oratrice carismatica fin dall'inizio della Corsa alla Casa Bianca. Pronunciò il discorso inaugurale durante la prima serata della convention il 25 agosto, durante il quale cercò di descrivere se stessa e la sua famiglia come la materializzazione del Sogno americano. Descrisse il marito come un uomo di famiglia e sé stessa come non diversa da molte altre donne; raccontò anche dei contesti sociali da cui lei e suo marito provenivano. Michelle sostenne che entrambi credevano "che si lavora duramente per ciò che si vuole raggiungere nella vita, poiché la vostra parola è il vostro legame, e voi fate ciò che dite di voler fare, trattate le persone con dignità e rispetto, anche se non li conoscete di persona, e anche se non siete d'accordo con loro". Sottolineò anche il proprio amore per il paese, in risposta alle critiche a sue precedenti affermazioni sul fatto di sentirsi orgogliosa del proprio paese per la prima volta.
Il discorso fu in generale ben accolto ed ebbe ripercussioni positive. L'opinionista politico Andrew Sullivan, lo descrisse come "uno dei migliori, più commoventi, intimi, impressionanti, umili, e bei discorsi che io abbia sentito sul palco di una convention". Secondo il giornalista Ezra Klein di The American Prospect, il discorso era "costruito intelligentemente e ben esposto" e Michelle appariva "genuina e, francamente, familiare".

## Apparizioni in TV
- iCarly - serie TV, episodio 5x10 (2012)
- Jessie - serie TV, episodio 3x13 (2013)
- The Special Guest Show - programma televisivo, episodio 2x16 (2015)
- NCIS - Unità anticrimine - serie TV, episodio 13x22 (2016)

## Pubblicazioni
Becoming, autobiografia di Michelle Obama, ISBN 978-8811-149866
Contribuzione di: Health Care di David M. Haugen; Detroit: Greenhaven Press/Gale, 2008.
ISBN 978-0-7377-4006-6 ISBN 0-7377-4006-X ISBN 978-0-7377-4007-3 ISBN 0-7377-4007-8